# Junkers Come Here
Junkers Come Here (яп. ユンカース・カム・ヒア Юнкерс, ко мне!) — японская OVA-серия, выпущенная 21 июля 1994 года студиями Bandai Visual и Triangle Staff. 18 марта 1995 года по мотивам OVA был выпущен полнометражный мультфильм длительностью 100 минут. OVA и мультфильм были показаны на территории США, а также Тайваня. В США они представлены как короткометражный и полнометражный мультфильмы. В 2003 году мультфильм был показан в аниме-фестивале в Лос-Анджелесе.

## Сюжет
Сюжет разворачивается вокруг девочки по имени Хироми Нодзава и её пса Юнкера. Сейчас для девочки настали тяжёлые времена, так как её родители, которые и так из-за работы прочти не проводили временя с Хироми, хотят развестись. Теперь девочка встаёт перед тяжёлым выбором: выбрать с кем она будет жить после развода, к тому же её репетитор, которого Хироми уже давно знает, собирается жениться и девочка боится, что останется совсем одна. Внезапно Хироми замечает, что её пёс Юнкерс может говорить и даже предлагает исполнить три любых желания. 

## Роли озвучивали
- Мёй Оситани — Хироми Нодзава
- Синносукэ Фурумото — Юнкерс
- Дайсукэ Сугата — Ацуси
- Хироко Таканаси — Уорден
- Каппэй Ямагути — пассажир
- Кацутанари Минэно — Кэйсукэ Кимура
- Кэйко Накадзима — Фумиэ Морита
- Маюми Иидзука — Кадзуко
- Мисако Конно — Судзуко Нодзава
- Мицуаки Мадоно — Официант
- Момоко Иси — Тиэ Харада
- Наото Кинэ — Синтаро Нодзава
- Сакико Тамагава — Ёко Иноуэ
- Тосихико Накадзима — Фотограф
- Юта Ямадзаки — Хироси
- Юя Тэдзима — Такаси

## Критика
Кристофер Макдоналд, критик сайта Anime News Network в целом похвалил мультфильм, отметив, что он подойдёт для зрителей, ранее не знакомых с японской анимацией, хотя он и сам не обычен с точки зрения западных мультфильмов. В целом мультфильм подойдёт для семейного просмотра. Критик назвал сюжет отлично проработанным, вращающимся вокруг печальных событий, при этом он умудряется вставлять множество забавных ситуаций и шуток, не нарушая общий драматизм. Также критик похвалил и прорисовку в мультфильме, отметив, что более качественной работы он ранее не встречал. Кристофер похвалил персонажей, отметив, что каждый из них наделён своими особыми чертами, при этом режиссёр не стал для этого персонажам рисовать экзотические причёски, как это свойственно для почти всех аниме. 